# Clio chaptalii
Clio chaptalii is een slakkensoort uit de familie van de Cavoliniidae. De wetenschappelijke naam van de soort is voor het eerst geldig gepubliceerd in 1850 door Gray.